# Pan-American Taekwondo Union
De Pan-American Taekwondo Union (PATU) is de officiële sportbond voor taekwondo van het Amerikaanse continent. De bond is lid van de International Taekwon-Do Federation en is gevestigd in Plainfield in de Amerikaanse staat New Jersey. De PATU werd in september 1977 opgericht.
In 1984 werd de Gerard Alberga van de Surinaamse Taekwondo Associatie gekozen tot vicepresident van PATU. Hij bleef aan in deze functie tot 1988.
De unie organiseert tweejaarlijks het Pan-Amerikaans kampioenschap taekwondo.